# Modrý sen
Modrý sen je čtvrté řadové album zpěvačky Ilony Csákové.
Vyšlo v únoru 1998. Album bylo nejprodávanější deskou české zpěvačky za rok 1998. V České republice získalo zlatou a platinovou desku, Na Slovensku desku zlatou, platinovou i dvojplatinovou. Mezi nejvýraznější skladby patří Proč mě nikdo nemá rád (I say a little prayer), La isla bonita, Když zbývá pár slov (Je t´aime moi non plus).

## Tracklist
1. Proč mě nikdo nemá rád 3:23
2. Motýl 3:29
3. Včerejší láska 4:28
4. La isla bonita 3:55
5. Cesta je dlouhá 4:27
6. Vejdem do snů 4:39
7. V stínu kapradiny 3:26
8. Modrý sen 4:19
9. Žár 3:48
10. Noc kouzelná 3:47
11. Anděl lásky 4:15
12. Když zbývá pár slov 3:34